# María Mejía
María Cristina Mejía Barragán (La Paz, Bolivia) es una política y docente boliviana. Fue la ministra de Educación de Bolivia desde el 14 de junio de 2005 hasta el 23 de enero de 2006, durante el gobierno del presidente Eduardo Rodríguez Veltze.
María Mejía nació en la ciudad de La Paz. Realizó sus estudios en ciencias de la educación de la Universidad Mayor de San Andrés, y en gestión pública de la Universidad Católica de Lovaina, Bélgica. Posee una maestría en planificación y un diplomado en preparación, monitoreo y evaluación de Proyectos de Inversión Pública.
El 14 de junio de 2005, el Presidente de Bolivia Eduardo Rodríguez Veltzé posesionó a María Cristina Mejía como ministra de educación del país. Ocupó el cargo hasta el 23 de enero de 2006. Fue reemplazada por Félix Patzi.